# Planctomycetota
Los planctomicetos (Planctomycetota o también Planctomycetes) son un filo de bacterias Gram negativas acuáticas, flageladas con al menos una fase móvil, encontradas en agua dulce, salobre y marina. Tienen forma ovoide o esférica debido a la ausencia de pared celular.

## Estructura
Los organismos pertenecientes a este grupo carecen de mureína en su pared celular. La mureína es un importante heteropolímero presente en la mayoría de las paredes celulares bacterianas que sirve como componente protector en el esqueleto de la pared celular. En su lugar, las paredes se componen de una glicoproteína rica en glutamato. 

Los Planctomycetota tienen estructuras internas más complejas que las encontradas en el resto de los procariontes típicos. Aunque no tienen núcleo en el sentido  eucariota clásico, el material nuclear está contenido a veces dentro de una doble membrana. Además del compartimento del cuerpo nuclear que contiene el ADN, hay otros dos compartimientos separados por membranas: uno es el riboplasma (o pirelulosoma) que contiene ribosomas con las proteínas asociadas y el otro es el parifoplasma que no contiene ribosomas (Glockner, 2003).

## Genoma
La secuenciación del ARN muestra que las relaciones de los Planctomycetota con las demás bacterias son distantes. Algunas cadenas esenciales no se organizan en operones, lo que es inusual para una bacteria (Glockner, 2003). A través de comparaciones de secuencias, se han descubierto algunos genes que son similares a los que poseen los eucariones. Un ejemplo de ello es la significativa homología de una secuencia genética de Gemmata obscuriglobus con la integrina alfa-V, una proteína importante para la transdución de señales transmembranosas en los eucariontes (Jenkins y otros, 2002). 
Cavalier-Smith considera que Planctomycetota puede incluirse en el clado Planctobacteria y este a su vez en el reino Pseudomonadati.